# Karl-Johan Magnusson
Karl-Johan Magnusson, född 9 juni 1924 i Söderåkra, död 26 februari 1996 i Torsås församling, Kalmar län, var en svensk konstnär. 
Magnusson var en självlärd naturalist som främst målade blomstermotiv, allra oftast vildblommor, i en väl avvägd kolorit. Hans verk var starkt influerade av Olle Hjortzberg. Hans konst finns representerad i kommuner, landsting samt i ett flertal större samlingar. Samlingsutställningar har genomförts i bland annat Stockholm, Nässjö och Jönköping.
Han var från 1947 gift med Aina Margareta Magnusson (född 1926).